# Берсіанос-дель-Парамо
Берсіанос-дель-Парамо (ісп. Bercianos del Páramo) — муніципалітет в Іспанії, у складі автономної спільноти Кастилія-і-Леон, у провінції Леон. Населення — 713 осіб (2010).
Муніципалітет розташований на відстані близько 270 км на північний захід від Мадрида, 27 км на південний захід від Леона.
На території муніципалітету розташовані такі населені пункти: (дані про населення за 2010 рік)
- Берсіанос-дель-Парамо: 397 осіб
- Вільяр-дель-Єрмо: 157 осіб
- Суарес-дель-Парамо: 159 осіб

## Демографія
Динаміка населення (INE ):